# Teresa Eustoquio Verzeri
Santa Teresa Eustochio Verzeri (Bérgamo, 31 de julio de 1801 – Brescia, 3 de marzo de 1852), fue una religiosa italiana, fundadora de la orden católica: Congregación de las Hijas del Sagrado Corazón de Jesús.

## Biografía
De familia noble, ingresó primero como monja benedictina y luego en 1831, después de mucho meditarlo y aconsejada por Monseñor Giuseppe Benaglio dejó el monasterio y fundó junto con éste una nueva congregación activa dedicada en principio a la educación de niñas.
Posteriormente tuvo que sortear muchos obstáculos para que su congregación fuera autorizada tanto por las autoridades civiles como por las de la Iglesia. Para ello viajó a Roma, donde finalmente consiguió la autorización papal. Ya en vida de ella se abrieron nuevas casas en distintas ciudades de Italia.
Dejó muchos escritos con su pensamiento, principalmente en las instrucciones para las religiosas en su “Libro dei Doveri” y cientos de cartas que atestiguan su gran fe y su amor por el Corazón de Jesús. Fue beatificada el 27 de octubre de 1946 por el Papa Pío XII y canonizada por la Iglesia católica el 10 de junio de 2001 por Juan Pablo II.